# Österbua (småort)
Österbua är en bebyggelse, belägen en halv kilometer sydväst om Österbua gård, mellan tätorten Bua och Värö bruk i Värö socken i Varbergs kommun. Från 2015 avgränsar SCB här en småort.